# Hongi Hika

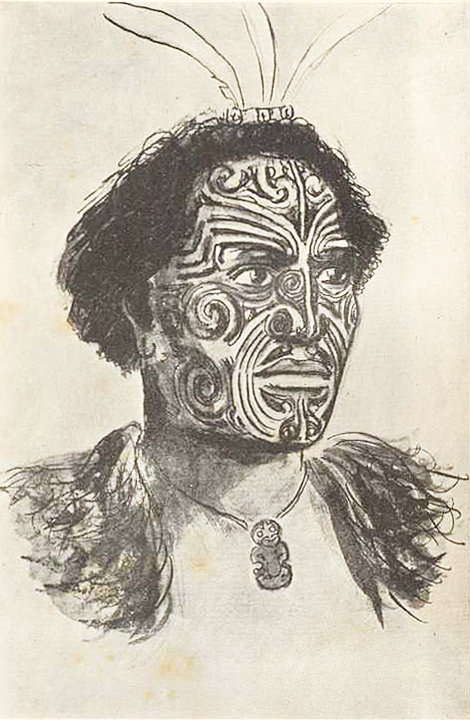
Hongi Hika - skiss av en målning från 1820

Hongi Hika, född cirka 1772, död 6 mars 1828, var en maori Rangatira (hövding) och militär befälhavare över Ngā Puhi iwi (stam/nation) i Northland, Nya Zeeland.
Hongi Hika använde europeiska vapen till besegra stora delar av norra Nya Zeeland i det första av de muskötkrigen. Han uppmuntrade också Pākehā (europeisk) bosättning, beskyddade Nya Zeelands första missionärer, introducerade maorierna till västerländskt jordbruk och hjälpte till att ge maori ett skriftspråk. Han reste till England och träffade kung Georg IV. Hongi Hikas militära kampanjer och de övriga muskötkrigen var en av de viktigaste orsakerna till den brittiska annekteringen av Nya Zeeland och det efterföljande Waitangifördraget med Ngā Puhi och många andra iwi (stammar). Han var en central figur i den period då maoriernas historia vidareutvecklades till att inte bara vara myt och muntlig tradition, och då européerna började bosätta sig i stället för att bara komma på besök.